# Schwarzenbach (Stooberbach)
Der Schwarzenbach (ungarisch: Csávai patak) ist ein circa 12 Kilometer langer Bach in Niederösterreich und im Burgenland.

## Verlauf
Die Quellbäche des Schwarzenbachs liegen in den Gemeindegebieten von Wiesmath, Hochwolkersdorf und Schwarzenbach. Er entsteht durch den Zusammenfluss vom Horaubach und vom Glasgrabenbach im Gemeindegebiet der Marktgemeinde Schwarzenbach, deren Namensgeber er ist. Er fließt südlich von Weppersdorf mit dem Sieggrabenbach zusammen. Ab dort heißt der vereinigte Wasserlauf Stooberbach. Dieser mündet bei Strebersdorf in die Rabnitz (ungarisch: Répce), diese in die Moson-Donau (ungarisch: Mosoni Duna).

## Zuflüsse des Schwarzenbachs
Die Zuflüsse des Schwarzenbachs bilden der Rainbach bei Kobersdorf, der Mühlbach (ungarisch: Málompatak) bei Weppersdorf und der Kohlgrabenbach bei Weppersdorf. 